# Zardozi

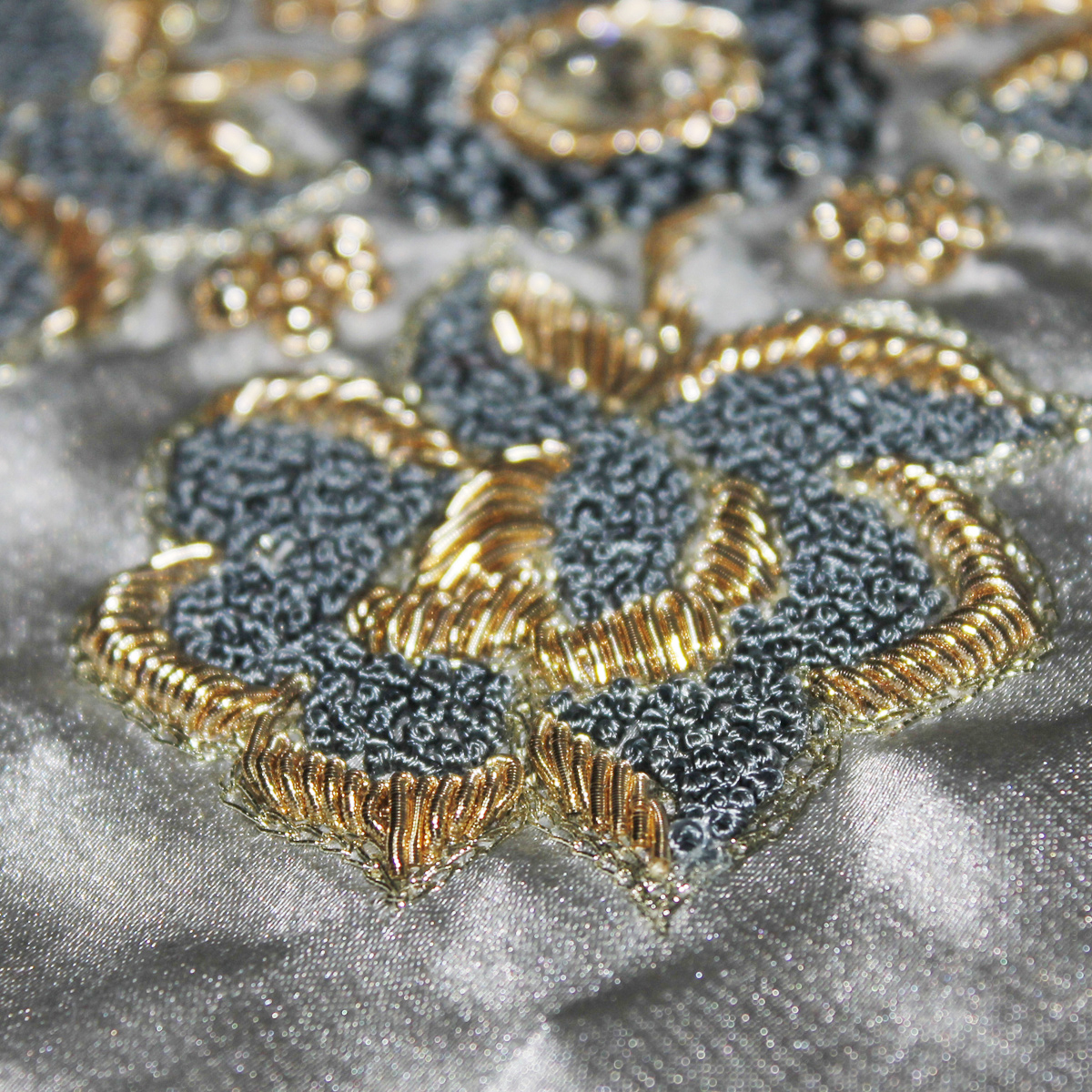
Zardozi-die Verwendung von goldenen Drähten und zarten Stickereien ist hier gut zu sehen

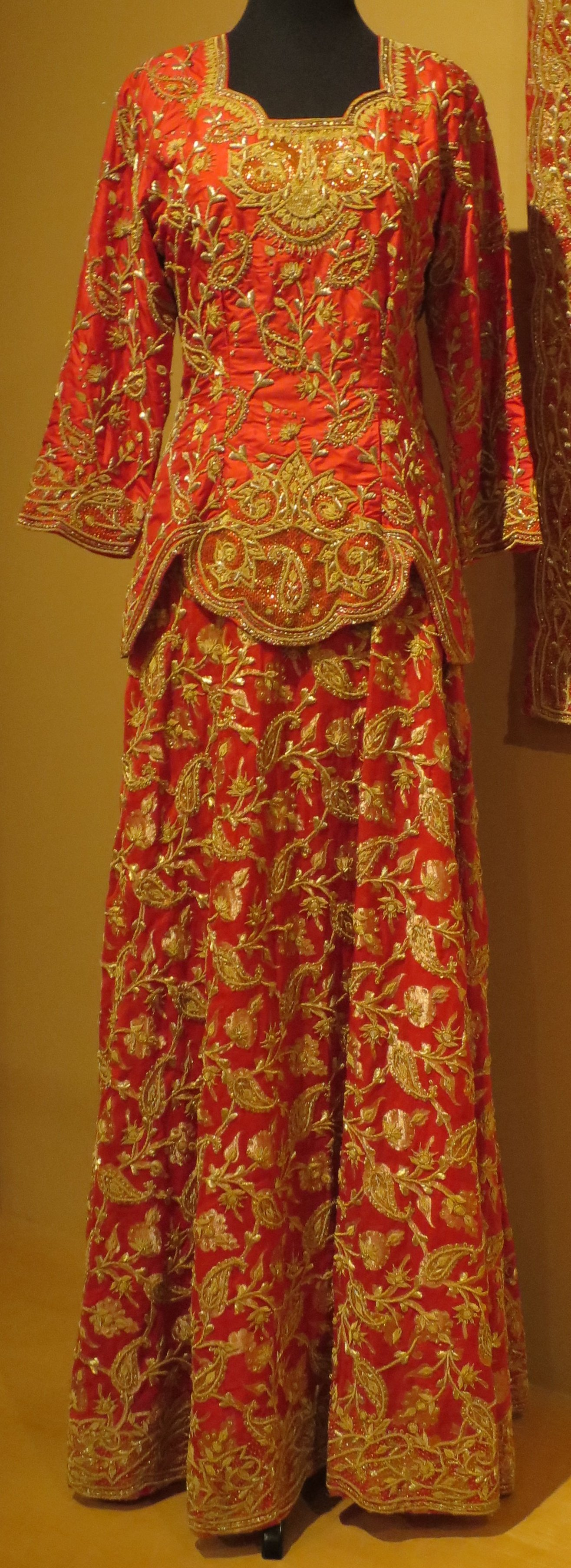
Hochzeitsoutfit aus Delhi, Indien, 20. Jahrhundert. Honolulu Museum of Art, Zugang 2016

Zardozi gehört zu den bekanntesten Sticktechniken Indiens. Es ist eine aufwendige Art der Stickerei, bei der verschiedene Arten von Metallfäden sowie Pailletten, Perlen und Draht verwendet werden, um Hochzeitsoutfits, Mäntel, Kissen, Vorhänge, Baldachine, Taschen, Geldbörsen, Gürtel und Schuhe zu verschönern. Das Material, auf dem diese Art von Stickereien ausgeführt wird, ist normalerweise schwere Seide, Samt und Satin.

## Geschichte von Zardozi

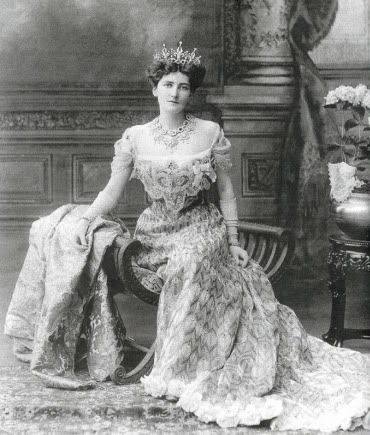
Mary Curzon, Baroness Curzon of Kedleston trägt das „Peacock Dress“, das 1903 vom House of Worth (entworfen von Charles Fredericks Sohn, Jean-Philippe Worth) für sie geschaffen wurde, für das indische Durbar zum Gedenken an die Krönung von Edward VII.

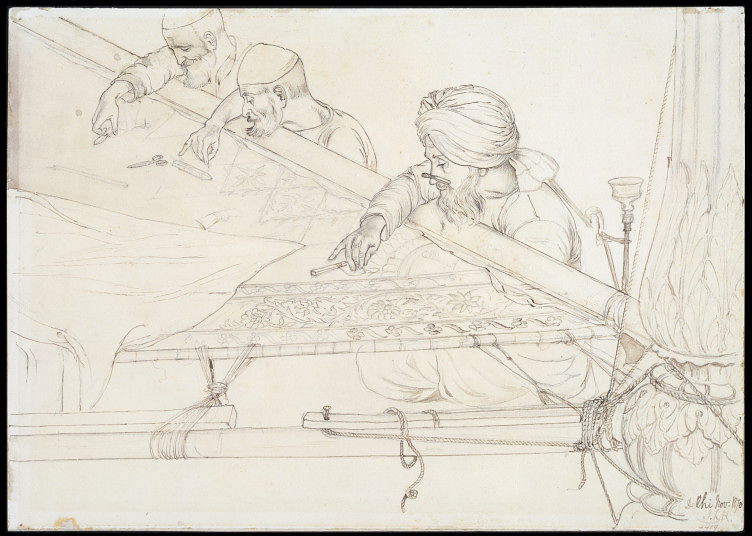
Zardozi-Arbeiter in Delhi, 1870

Das Wort Zardozi setzt sich aus zwei persischen Begriffen zusammen, Zar bedeutet Gold und Dozi bedeutet Stickerei. Den Beginn der Zardozi-Stickerei vermutet man ungefähr im fünften vorchristlichen Jahrhundert. Zardozi erreichte seinen Höhepunkt im 17. Jahrhundert unter der Schirmherrschaft des Mogulkaisers Akbar. Unter der Herrschaft von Aurangzeb endete die königliche Hilfe für das traditionelle Handwerk abrupt und führte zu dessen Niedergang. Aufgrund der hohen Kosten des Rohmaterials, das die Handwerker nicht leicht beschaffen konnten, verließen viele den Handel. Einen weiteren Rückschlag erlebte das Handwerk im 18. und 19. Jahrhundert durch die Industrialisierung. Die Praxis stabilisierte sich, nachdem Indien 1947 seine Unabhängigkeit erlangt hatte und die Regierung wichtige Schritte unternahm, um bestimmte Handwerke zu fördern, einschließlich der Zari-Stickerei.
Im Mogulreich wurde diese Sticktechnik bei den Gewändern der königlichen Familie verwendet. Später wurde eine Abwandlung dieses Stils von den Modemarken für die Herstellung von exklusiver Brautmode, Taschen, Geldbörsen, Gürteln und Schuhen eingesetzt. Zardozi-Produkte sind heute Teil der Haute Couture und bei Exporthäusern gefragt.

## Methode der Zardozi-Stickerei

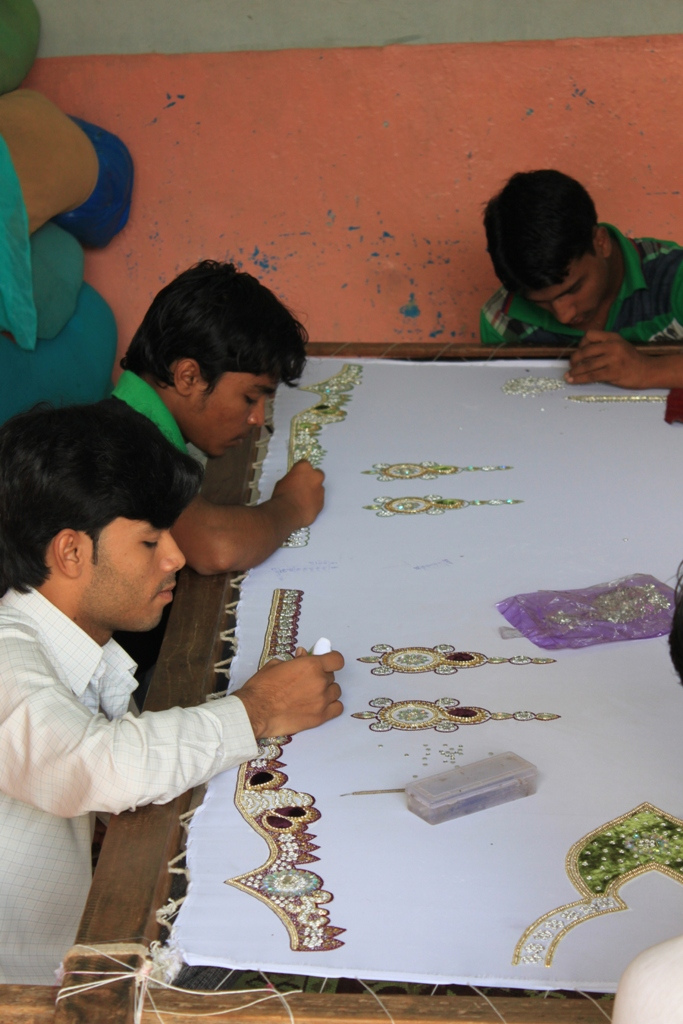
Stickerei in Hyderabad

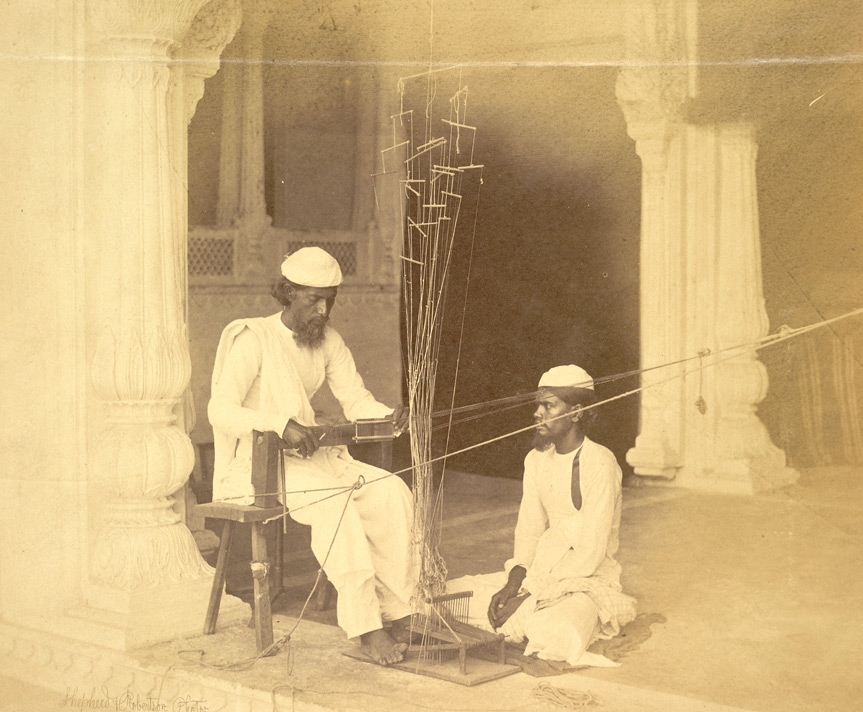
Das Foto zeigt einen Mann bei der Arbeit mit seinem Gehilfen. Der Arbeiter sitzt auf einem groben Schemel, der für seine rechte Hand eine Auflage hat. Die Tritte seines einfachen Webstuhls, der von seinen Füßen bearbeitet wird, sind unten zu sehen, und die Querstücke oben sind die Litzen und Schnüre, die seine Materialien für das Muster halten, das er bearbeitet

Die Stickereien wurden mit echten Goldblättern und Silberdrähten auf den Kleidungsstücken hergestellt. Reines Gold wurde zu feinen Metallfäden geschlagen, mit denen Motive auf den Stoff gestickt wurden. Zardozi beinhaltete aufwendige Designs, bei denen kostbare Edelsteine wie Diamanten, Smaragde, Perlen und Edelsteine als Teil der Stickerei in den Stoff eingenäht wurden, was das Aussehen des Kleidungsstücks weiter verbesserte. Heute wird eine Kombination aus Kupferdraht, beschichtet mit Gold- oder Silberpolitur, und synthetischen Fäden verwendet, da sie leicht und langlebig sind.
Der Prozess beginnt damit, das Design auf einem Stoff wie Seide, Organza, Samt oder Satin nachzuzeichnen, indem man ihn mit einer Nadel ansticht. Der Stoff wird dann über dem Addaa (Holzrahmen) befestigt, damit sich der Stoff nicht bewegt. Es erfordert, dass die Handwerker mit gekreuzten Beinen um die Addaa sitzen und Werkzeuge wie Nadeln, gebogene Haken, Drähte, Fäden, Pailletten, Edelsteine und Perlen in der Nähe platzieren, um sie schnell aufnehmen zu können. Hersteller behaupten, dass die Konstruktion eines Zardozi-Musters auch jetzt noch ziemlich teuer ist, nicht nur wegen des teuren Rohmaterials, sondern auch, weil Sticker auf Stundenbasis für die feine und komplizierte Arbeit bezahlt werden.
Zardozi bildet einen großen Teil der indischen Brautmode. Obwohl es früher nur auf Organzastoffen praktiziert wurde, haben Modedesigner es komplett überarbeitet, und die Kunst wird jetzt auf einer Vielzahl von Textilien geschaffen. Im Vergleich zu den ursprünglichen Entwürfen, die in Stil und Form sehr mogulisch waren, sind sie jetzt linearer und folgen Mustern aus Blumen, Blütenblättern und Blättern. Das Kleidungsstück wird erst genäht, nachdem die Stickerei fertig ist. Zardozi-Kleidungsstücke wiegen auch viel. Je nach Design dauert jede Arbeit in der Regel etwa 10 Tage, und jedes Stück wird je nach Design und verwendetem Stoff berechnet.

## Markenname Zardozi
Der Lucknow-Zardozi ist seit 2013 ein Markenname. Dem Nadelhandwerk wurde der geografische Status (GI) verliehen, als er von der in Chennai ansässigen geografischen Angabe registriert wurde. Dies geschah auf Geheiß der Kalatmak Handicrafts Self-Help Group Foundation aus Lucknow. Ein GI ist ein Zeichen, das auf Produkten verwendet wird, die einen bestimmten geografischen Ursprung und eine jahrhundertelange Entwicklung haben. Im Zardozi-Kontext ist es nicht nur ein einzigartiges Erbe der Region, sondern auch die einzige Lebensgrundlage für Tausende von Menschen in Zentral-Uttar Pradesh. Zu einer Zeit hatte Lucknow mehr als 400.000 Zardozi-Handwerker, aber später schrumpfte die Zahl auf etwa 175.000. Hersteller, Einzelhändler, Exporteure und Handwerker sollten autorisierte Benutzer der Marke werden, nachdem sie die erforderliche Gebühr für die GI-Registrierung bezahlt haben. Die meisten befürchten jedoch, dass ihnen für die Arbeit in diesem Gewerbe die eine oder andere Steuer auferlegt würde.